# Paolo Emilio Imbriani
Paolo Emilio Imbriani (Napoli, 31 dicembre 1808 – Napoli, 3 febbraio 1877) è stato un giurista, politico, poeta e patriota italiano.

## Biografia
Nacque a Napoli, figlio di Matteo, originario di Roccabascerana, e di Caterina Di Falco di Pomigliano, ma visse a lungo a San Martino Valle Caudina.
Animato dagli ideali liberali e patriottici della carboneria, condivise con il padre Matteo, che aveva partecipato ai moti del 1820-1821 contro il governo borbonico, la condanna all'esilio.
Rimpatriato nel 1831 conobbe Francesco De Sanctis; iniziò i suoi studi giuridici e strinse una forte amicizia con l'avvocato e patriota calabrese Giuseppe Poerio, del quale pochi anni dopo sposò la figlia, Carlotta, dalla quale ebbe sei figli: Giuseppe, Vittorio, Caterina, Matteo Renato, Giorgio, Giulia.
Durante la rivoluzione del 1848 fu segretario generale al Ministero della Pubblica Istruzione nel breve (13 aprile-15 maggio) governo liberale di Carlo Troya. All'Università di Napoli, insegnò Filosofia del Diritto e Diritto Costituzionale.
Sfuggì alla condanna a morte dei Borbone, ricoverandosi sulla nave francese "Vauban".
Nel 1863 entrò al Senato del Regno d'Italia.
Fu professore di Diritto naturale e Diritto delle genti all'Università di Pisa.
Tra il 1870 e il 1872 fu anche sindaco di Napoli; viene ricordata di quel periodo soprattutto l'impopolare scelta di cambiare il nome della centrale e storica Via Toledo in Via Roma. Il cambiamento suscitò diverse critiche, a cominciare da quella dello storico Bartolommeo Capasso che, nonostante fosse dichiaratamente a favore dell'unità d'Italia, definì così la scelta: «una denominazione che non ha uguali, disconoscendosi la storia si è voluta in altro mutare».
Anche l'opinione pubblica fu contraria alla modifica e Imbriani dovette arrivare a far sorvegliare le legende durante la notte da guardie municipali temendo che i napoletani le avrebbero infrante a colpi di sassi. Non bastò a rassicurare lui né a calmare i cittadini l'aggiunta della dicitura "già Via Toledo".
Si formò anche un comitato cittadino pro "via Toledo" e non furono risparmiate raffiche di satira contro il sindaco; in città si diffuse una strofetta che recitava: «Un detto antico, e proverbio si noma, / dice: tutte le vie menano a Roma;/  Imbriani, la tua molto diversa, / non mena a Roma ma mena ad Aversa», dove con il nome di questa città si ricordava la prima struttura manicomiale in Italia, la Real Casa dei matti aperta lì nel 1813.
Fu rettore dell'Accademia di Scienze Morali e Politiche di Napoli.
Morì a Napoli, il 3 febbraio 1877. Il sepolcro Imbriani-Poerio è stato riconosciuto monumento nazionale con il Regio Decreto n. 65 del 23 gennaio 1930.
Un suo monumento, scolpito da Tito Angelini nel 1877, è situato in piazza Mazzini a Napoli dal 1910.